# Kožlje (Serbia)
Kožlje (cyr. Кожље) – wieś w Serbii, w okręgu raskim, w mieście Novi Pazar. W 2011 roku liczyła 577 mieszkańców.